# James Cecil (1er marquis de Salisbury)
James Cecil (4 septembre 1748 - 13 juin 1823) est un noble et un homme politique britannique, titré marquis de Salisbury.

## Biographie
Il est le fils de James Cecil (6e comte de Salisbury), et Elizabeth, fille d’Edward Keat.

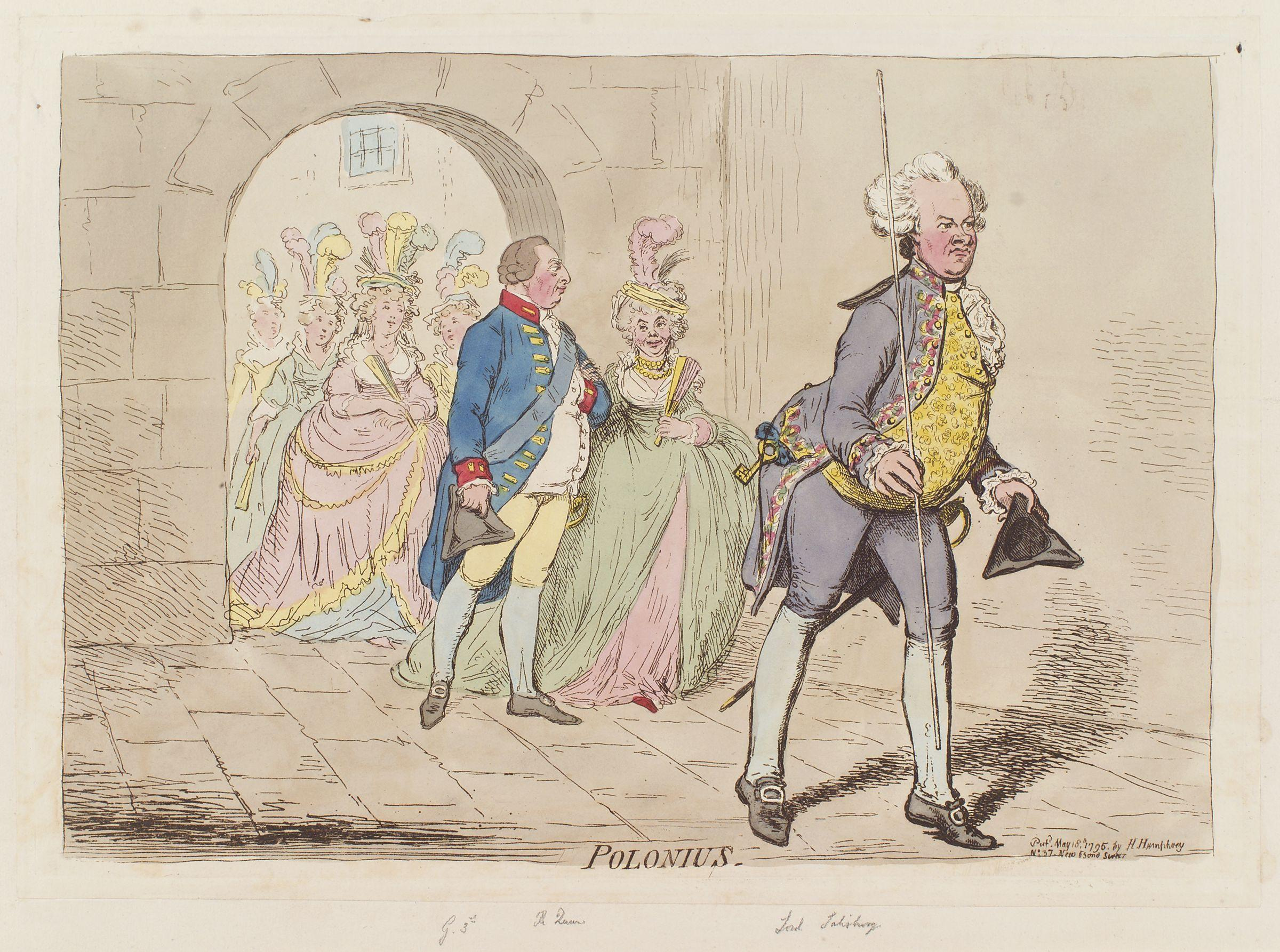
Lord Salisbury (à l'avant) avec George III et Charlotte-Sophie de Mecklembourg-Strelitz.

Il est élu au Parlement pour Great Bedwyn en 1774, siège qu'il occupe jusqu'en 1780, et représente brièvement Launceston et Plympton Erle en 1780. Au cours de la dernière année, il succède à son père dans le comté de Salisbury et entre à la Chambre des lords. Il sert sous Frederick North comme trésorier de la maison entre 1780 et 1782 et sous William Pitt le Jeune, puis Henry Addington comme Lord Chambellan entre 1783 et 1804. Il est admis au Conseil privé en 1780 et créé marquis de Salisbury, dans le comté de Wiltshire, en 1789. Il sert plus tard comme maître des postes sous Lord Liverpool de 1816 à 1823. Il occupe également le poste honorifique de Lord Lieutenant du Hertfordshire entre 1771 et 1823. Il est fait chevalier de la Jarretière en 1793.

## Famille
Lord Salisbury épouse Emily Mary, fille de Wills Hill, 1er marquis de Downshire, le 2 décembre 1773. Elle devient une hôtesse influente de la société. Le couple a quatre enfants :
- Georgiana Charlotte Augusta Cecil (décédée en 1860), mariée à Henry Wellesley, 1er baron Cowley ;
- Emily Anne Bennet, Elizabeth Cecil (décédée en 1858), épousa George Nugent (1er marquis de Westmeath) ;
- Caroline Cecil, morte jeune ;
- James Gascoyne-Cecil (2e marquis de Salisbury) (1791-1868).

Lord Salisbury décède en juin 1823, à l'âge de 74 ans. Son fils unique, James, lui succède. La marquise de Salisbury meurt dans un incendie à Hatfield House en novembre 1835.